# ألان ليثغو
ألان ليثغو (بالإنجليزية: Alan Lithgow) هو لاعب كرة قدم بريطاني في مركز الدفاع، ولد في 12 مارس 1988 في بلزهيل ‏ في المملكة المتحدة. شارك مع منتخب اسكتلندا تحت 19 سنة لكرة القدم. أما مع النوادي، فقد لعب مع أردريونيانز ونادي آير يونايتد ونادي دمبرتون ونادي ستنهاوسموير ونادي ستيرلينغ ألبيون ونادي كلايد وهارت أوف ميدلوثيان.

## وصلات خارجية
- ألان ليثغو على موقع قاعدة بيانات كرة القدم.إي يو (الإنجليزية)
- ألان ليثغو على موقع Soccerbase.com (لاعب) (الإنجليزية)
- ألان ليثغو على موقع Soccerway.com (الإنجليزية)